# I dischi del sole (film)
I dischi del sole è un film documentario del 2004 diretto da Luca Pastore.

## Trama
Il film descrive l'attività della casa discografica italiana I Dischi del Sole.

## Distribuzione

### Titoli alternativi
- Red Vinyl